# Новосвободное
Новосвободное — упразднённый посёлок в Хабарском районе Алтайского края России. Располагался на территории современного Мичуринского сельсовета. Точная дата упразднения не установлена.

## География
Располагался в 4,5 км к юго-востоку от посёлка Московка .

## История
Основан в 1908 году. В 1928 г. посёлок Ново-Свободный состоял из 53 хозяйств. В составе Московского сельсовета Хабаровского района Славгородского округа Сибирского края.

## Население
В 1926 г. в посёлке проживало 285 человек (133 мужчины и 152 женщины), основное население — русские.